# Kosovski pevec
Kosovski pevec je pasma kokoši, ki izvira s Kosova. Kot domača sorta se je razvila na območju Drenice na Kosovu, zato jo v albanskem jeziku običajno imenujejo Dreniški petelin.

## Izvor in razširjenost
Pasma izvira iz Kosova in njegove okolice. Do leta 2011 je bila redko vzrejana pasma, zdaj pa je razširjena tudi po Evropi. Zaradi svoje edinstvene lastnosti (dolgo kikirikanje) je postala priljubljena med rejci perutnine. Iz Kosova se je ta pasma razširila tudi v druge balkanske države. Še vedno je pogosta na Kosovu.

## Opis
Kokoši so črne barve, petelin pa ima lahko na krilih nekaj rdečih ali zlatih peres. S starostjo se lahko na perju pojavijo bele lise. Na glavi je značilen čop črnih peres, ki je običajno nagnjen naprej. Greben imajo oblikovan v obliki črke V. Kljun je rumen (ali zlat), lahko tudi bel, medtem ko so noge večinoma olivno zelene, pa tudi sive. Primerki z zelenimi nogami imajo vedno rumen ali zlat kljun. Njihovo kikirikanje lahko traja ali celo preseže 1 minuto. Petelinji rep ima nekaj daljših peres v obliki meča in se drži naravnost (vodoravno s telesom).
Petelini tehtajo 2–3,25 kg, kokoši pa od 1,5–2 kg. Kokoši ne valijo in na leto znesejo približno 160 belih jajc, težkih med 55 in 60 g. Kokoši začnejo nesti jajca pri osmih mesecih starosti. Piščanci se izvalijo rjavi.

## Kikirikanje
Ta pasma spada v skupino dolgotrajnih pasem kokoši. Njihovo kikirikanje traja običajno med 20 in 40 sekund, pri izjemnih pticah pa do 60 sekund. Petelini začnejo kikirikati pri šestih do sedmih mesecih starosti.